# Bam s kulturno krajino
Arg-e Bam (perzijsko: ارگ بم), v mestu Bam, provinca Kerman v jugovzhodnem Iranu, je največja zgradba iz blatnih opek na svetu. Celotna zgradba je bila velika trdnjava s citadelo, a ker citadela prevladuje nad ruševinami, se celotna trdnjava zdaj imenuje citadela Bam.
Unescovo svetovno dediščino z naslovom Bam in njegova kulturna krajina je mogoče izslediti vsaj do Ahemenidskega cesarstva (od 6. do 4. stoletja pr. n. št.). Citadela je postala pomembna od 7. do 11. stoletja kot križišče ob Svileni cesti in drugih pomembnih trgovskih poti ter kot proizvajalka svilenih in bombažnih oblačil.
26. decembra 2003 je citadelo skoraj popolnoma uničil potres, skupaj z večjim delom preostalega Bama in njegove okolice. Nekaj dni po potresu je takratni iranski predsednik Mohammad Khatami napovedal, da bodo citadelo obnovili.

## Zgodovina
Ni natančnega arheološkega datiranja stavb citadele v Bamu. Vendar pa je po zgodovinskih virih in starodavnih besedilih mogoče prvo človeško naselbino na tem območju izslediti nazaj do utrdbe, ki so jo zgradili Ahemenidi, okoli 579–323 pr. n. št. Nekatere značilnosti citadele, kot je njena postavitev na ploščadi, ki združuje naravni vrh hriba in umetno ustvarjeno teraso, so arheologi primerjali z ahemenidskim modelom Perzepolisa.
Med partsko vladavino se je utrdba razširila in postala Arg-e-Bam -  citadela Bam. Primerjalna študija z naslovom Bam in kratka zgodovina urbane poselitve in načrtovanja v Iranu je pokazala, da sta bila bistveno jedro mesta Bam in guvernerjev del zgrajena v partskem obdobju. Pod Sasanidi je grad zasedel Ardašir Babakan. Nove utrdbe in zidovi so bili zgrajeni med letoma 224 in 637 našega štetja.
Leta 645 so regijo Kerman osvojili Arabci in Arg-e-Bam je med vojno verjetno utrpel škodo. Eden od arabskih poveljnikov je ustanovil mošejo Al Rasoul, eno prvih mošej, zgrajenih v Iranu v zgodnji islamski dobi. Leta 656 našega štetja so Haridžiti, skupina muslimanov, ki jih je premagal Ali, pobegnili v Kerman in Bam, kjer so se naselili v Arg-e-Bamu. Leta 869 našega štetja je Jakub ibn al-Lajt al-Safar, ki se je boril proti Abasidom, premagal Haridžite in prevzel Arg-e-Bam. Nato je postal njegov stalni bazni tabor. Ime Bam prvič omenjajo islamski pisci v 10. stoletju. Po mnenju teh avtorjev je bil Bam takrat dobro uveljavljeno tržišče, obdano s širokim poljedelskim območjem. Mesto je bilo znano po elegantnih in okusnih bombažnih tkaninah, domnevno neosvojljivi trdnjavi, živahnih bazarjih in palmah.
Po mongolski invaziji na Iran sta bila Bam in regija Kerman predana rodbini Karakata, ki je regiji vladala od 1240 do 1363 našega štetja. Bam je imel koristi od strateške lokacije na poti začimb, ki povezuje regijo s svileno potjo. Mesto je bilo znano po vzreji sviloprejk in cvetoči industriji svile.
Med vladavino Safavidov, od 1502 do 1722, je Iran šel skozi obdobje relativne umirjenosti in stabilnosti. Arg-e-Bam je bil precej razvit, tako kot preostala država. V tem obdobju je bila zgrajena palača Four Seasons. Proti koncu vladavine Safavidov je Arg-e-Bam osvojil ustanovitelj rodbine Kadžar, Aga Mohamed Kan Kadžar, ki je citadelo uporabil kot strateško točko za obrambo pred vpadi Afganistanov in Balučijev ter jo tako spremenil v vojaški kompleks. Leta 1839 se je Aga Kan I., imam sekte Nizari Ismaili, uprl Mohamedu šahu Kadžarju in se zatekel v Arg-e-Bam, dokler ga princ Firooz Mirza, ki je bil kasneje znan kot Farman Farma (Vladar vladarjev), ni aretiral. Vse večja vojaška prisotnost znotraj obzidja Arg-e-Bama je postopoma vodila ljudi, da so se naselili zunaj meja obzidja. Leta 1880 je Firooz Mirza zapisal, da na območju citadele prebiva le vojaško osebje, in predlagal, da se staro in zapuščeno mesto, ki leži ob vznožju citadele, poruši in območje spremeni v vrt. Leta 1900 se je začela gradnja novega mesta Bam in ljudje so postopoma zapuščali stari Bam.
Citadela je bila do leta 1932 uporabljena kot garnizija; od takrat pa sta bila garnizija in staro mesto zapuščena. Leta 1953 je mesto postalo priznano kot nacionalno pomembno zgodovinsko območje in začel se je postopen proces ohranjanja in restavriranja; večina del pa je bila opravljena od leta 1973 dalje.
Po islamski revoluciji je Arg-e-Bam prešel pod odgovornost Iranske organizacije za kulturno dediščino (ICHO). Leta 1993 je bila citadela označena kot eden najpomembnejših projektov Organizacije za kulturno dediščino.

## Oblikovanje in arhitektura citadele
Načrtovanje in arhitektura citadele sta premišljena z različnih zornih kotov. Iz sedanje oblike citadele je razvidno, da so načrtovalci predvideli celotno končno podobo stavbe in mesta že od prvih korakov v procesu načrtovanja. V vsaki fazi gradnje stavbe je že zgrajeni del užival celovito obliko, vsak nadaljnji del pa je bilo mogoče nemoteno vstaviti v obstoječi del.
Citadela zaradi varnosti stoji v središču mesta-trdnjave, na najbolj razgledni točki.
V arhitekturni obliki citadele se razlikujeta dva dela:
- Vladarski del v najbolj notranjem obzidju, ki vsebuje citadelo, vojašnico, mlin, hišo za 4 letne čase, vodnjak (izkopan v skalnato zemljo in globok približno 40 metrov) in hlev za 200 konj.
- Nadzorovani del, ki obdaja mesto vladarjev, sestoji iz glavnega vhoda v celotno mesto-trdnjavo in bazarja, vzdolž hrbtenične osi od severa proti jugu (ki povezuje glavni vhod v citadelo) in okoli 400 hiš s pripadajočimi javnimi stavbami, kot sta šola in športni prostor.

Med hišami so prepoznavni trije različni tipi:
- Manjše hiše z 2–3 sobami za revne družine.
- Večje hiše s 3–4 sobami za srednji družbeni sloj, nekatere imajo tudi verando.
- Najbolj luksuzne hiše z več prostori, orientiranimi v različne smeri, primerne za različne letne čase, skupaj z velikim dvoriščem in hlevom za živali v bližini. V trdnjavi je malo tovrstnih hiš.

Vsi objekti so zgrajeni iz opeke iz nežgane gline. Pred potresom leta 2003 je bila citadela Bam najverjetneje največja zgradba iz nežgane opeke na svetu.
Leta 1976 je bila Citadela uporabljena kot glavno prizorišče filma Valeria Zurlinija, Puščava Tartarov

### Opis
Citadela je sestavljena iz štirih glavnih delov: stanovanjske cone, hlevov, vojašnice in guvernerjeve rezidence.
Arg-e-Bam je imel 38 stražnih stolpov in štiri vhodna vrata. Zunanji obrambni zid je obdan z [[obrambni jarek|jarkom]g. Vladne četrti so na skalnatem griču, zaščitenem z dvojnim utrdbenim zidom. Najpomembnejše strukture so bazar, kongregacijska mošeja, kompleks Mirza Na'im in hiša Mir. 

### Mere
Citadela Bam, ki je večja od bližnjega gradu Rayen, meri približno 180.000 kvadratnih metrov in je obdana z ogromnimi zidovi, visokimi 6–7 metrov in dolgimi 1815 metrov. Citadela ima dva stražna stolpa, po katerih je bil Bam še posebej znan. Po starodavnem mestu Bam je raztresenih kar 67 takih stolpov.

## Potres 2003
26. decembra 2003 ob 5.26 zjutraj je Bam prizadel močan potres. Ameriški geološki zavod je njegovo magnitudo ocenil na 6,6 po Richterjevi lestvici. Imel je tudi navpični pospešek 1G. Na območju Bama je takrat živelo okoli 142.000 ljudi. V izjemno uničujočem potresu je umrlo približno 26.200 ljudi, več tisoč jih je bilo ranjenih, več kot 75.000 pa jih je ostalo brez strehe nad glavo. Uničenih je bilo približno 70 % stavb. Potres je bil hud, saj je bilo njegovo žarišče tik pod mestom Bam, približno 7 km globoko.
Območje Bam ima podzemno osnovo, sestavljeno iz niza prelomnic. Glavna, imenovana prelom Bam, je bila zelo dolgo neaktivna. Čeprav je bil potres na južnem delu Bama, je bila glavna smer vodoravnega gibanja valov vzhod-zahod in je bila pravokotna na smer glavnega preloma, ki je približno 3 km vzhodno od Bama. Zdi se, da je prelomnica Bam usmerila energijo potresa v smer, sever-jug, hkrati pa je delovala kot bumerang ali ojačevalec, tako da je poslala energijo nazaj v smeri vzhod-zahod.
To je bilo opaženo na različnih mestih, kjer so imele stavbe, ki so bile večinoma uničene, svojo glavno os usmerjeno sever-jug (Arg-e-Bam, Bam in vasi vzhodno od Bama). Zato niso mogli vzdržati valov, ki so prihajali z Vzhoda (Bam) ali Zahoda (vasi vzhodno od Bama) in pravokotno nanje.
Stavbe, katerih glavna os je bila usmerjena vzhod-zahod, so bile v isti smeri potresnih valov in so se veliko bolje odzvale; nekateri njihovi deli so bili poškodovani, vendar niso bile popolnoma uničene. Predstavile so tudi tipične strižne razpoke, ko je gibanje tal v smeri ravnine stene.
Strukture, ki so bile vzdrževane in večkrat spremenjene ali razširjene skozi čas, so se odrezale veliko slabše kot starodavne strukture, ki niso bile vzdrževane, spremenjene ali obnovljene. Enak intriganten pojav je mogoče opaziti na strukturah, ki so bile v poznem 20. stoletju delno ali v celoti utrjene in obnovljene.

## Posledice potresa
Citadela, vključno z guvernerjevo rezidenco, glavnim stolpom, stolpom Čahar Fasl (štirje letni časi) in hamamom, je bila skoraj popolnoma uničena, zlasti zaradi svoje lege na vrhu hriba. Skalnata vzpetina je koncentrirala energijo potresa. Poleg tega so se te stavbe porušile, ker so njihovi temelji sloneli na nehomogenih tleh, sestavljenih iz kamenja in zemeljskega nasutja. Zemeljski nasip je zdrsnil z gibanjem tal. Mesto ob vznožju gradu je bilo skoraj zravnano, predvsem tisti deli, ki so bili prej obnovljeni. Večina obokanih streh je bila razpokanih ali močno poškodovanih.
Pred potresom četrt Konariha ni bila obnovljena. Bila je že močno razdejana, ostalo je le še nekaj objektov z razjedenimi oboki in kupolami. Paradoksalno je, da je bil ta del mesta manj poškodovan kot tisti del, ki je bil obnovljen, čeprav se je obzidje povsod podrlo. Zrušilo se je le nekaj zidov in padlo je nekaj ostankov že polomljenih obokanih streh.
Obnova ni bila izvedena niti za zoroastrski tempelj, tik za Arg-e-Bamom, niti za citadelo Kale Doktar, 2 km severno od Arg-e-Bama. Že pred potresom so bili močno porušeni in jih potres ni poškodoval toliko kot obnovljeno mesto Arg-e-Bam. Citadela Kale Doktar pred potresom ni imela veliko obokanih streh. Glavna škoda je bil stolp in nekaj dodatnih ostankov predhodno podrtih obokov in kupol. Citadela Kale Doktar sega v sasanidsko obdobje in naj bi bila starejša od Arg-e-Bama.
Tri kilometre vzhodno od Arg-e-Bama so poletni paviljon, Kušk Rahim Abad in stari karavanseraj. Obeh potres ni dodatno poškodoval. Poletni paviljon je bil že pred potresom močno porušen. Stari karavanseraj je bil že zdavnaj zapuščen, nekateri njegovi deli pa so bili že prej propadli. Pravzaprav ga je potres zelo malo poškodoval v primerjavi s povprečno situacijo v Arg-e-Bamu, Bamu in vaseh bolj vzhodno. Razlog je bil v tem, da je bil dobro zgrajen v primerjavi s povprečno gradbeno kakovostjo tega območja.

## Galerija
- Arg-e Bam